# Песо Гвинеи-Бисау
Песо Гвинеи-Бисау (порт. Peso da Guiné Bissau) — денежная единица Гвинеи-Бисау в 1976—1997 годах. Песо = 100 сентаво.

## История
Песо Гвинеи-Бисау введено 1 марта 1976 года вместо эскудо Португальской Гвинеи, обмен производился в соотношении 1:1. Песо было привязано к португальскому эскудо до 26 мая 1978 года, затем курс к другим валютам стал определяться исходя из твёрдого соотношения: 44 песо за 1 СДР, а с 23 декабря 1983 года — 88 песо за 1 СДР с введением курса, колеблющегося с учётом внутренних цен, условий внешнего рынка и состояния платёжного баланса.
В 1997 году вместо песо введён франк КФА BCEAO, обмен производился в пропорции 65 песо за 1 франк.

## Монеты и банкноты
Выпускались монеты в 50 сентаво, 1, 21⁄2, 5, 20 песо. Чеканились также памятные монеты: из стали, покрытой никелем — в 2000 песо, из драгоценных металлов — в 10 000, 20 000, 50 000 песо.
В 1976 году выпущены банкноты, датированные 24 сентября 1975 года, номиналами в 50, 100 и 500 песо. Следующие выпуски банкнот датированы:
- 24 сентября 1978—1000 песо;
- 28 февраля 1983 года — 50, 100, 500 песо;
- 12 сентября 1984 года — 5000 песо;
- 1 марта 1990 года — 50, 100, 500, 1000, 5000, 10 000 песо;
- 1 марта 1993 года — 1000, 5000, 10 000 песо[3].